# Johan Rossouw
Johannes Hermanus „Johan” Rossouw (ur. 2 grudnia 1964) – południowoafrykański, a od 2001 roku brytyjski zapaśnik walczący w stylu wolnym. Olimpijczyk z Barcelony 1992, gdzie zajął jedenaste miejsce w kategorii 100 kg.
Ósmy na mistrzostwach świata w 2001. Piąty na mistrzostwach Europy w 2002. Zdobył dwa medale na mistrzostwach Afryki w latach 1992 - 1994. Szósty na igrzyskach Wspólnoty Narodów w 2002 roku.
- Turniej w Barcelonie 1992

Przegrał z Mirosławem Makaweewem z Bułgarii i Leri Chabiełowem z WNP.